# Storia delle campagne dell'esercito romano in età repubblicana
La storia delle campagne dell'esercito romano in età repubblicana rappresenta l'insieme delle guerre di conquista che Roma attuò nel periodo compreso tra il 509 a.C. ed il 27 a.C., nel periodo in cui l'Urbe era amministrata da una repubblica oligarchica e che consiste nel passaggio dalla monarchia alla Repubblica e da quest'ultima al Principato.
La Repubblica rappresenta una fase lunga, complessa e decisiva della storia romana: costituì un periodo di enormi trasformazioni per Roma, che da piccola città stato quale era alla fine del VI secolo a.C. divenne, alla vigilia della fondazione dell'Impero, la capitale di un vasto e complesso Stato, formato da una miriade di popoli e civiltà differenti, avviato a segnare in modo decisivo la storia dell'Occidente e del Mediterraneo.
In questo periodo si inquadrano la maggior parte delle grandi conquiste romane nel Mediterraneo ed in Europa, soprattutto tra il III ed il II secolo a.C.; il I secolo a.C. è invece, come detto, devastato dai conflitti intestini catalizzati dai mutamenti sociali, ma è anche il secolo di maggiore fioritura letteraria e culturale, frutto dell'incontro con la cultura ellenistica e riferimento "classico" per i secoli successivi.

## Premessa: l'età regia (753 – 509 a.C.)

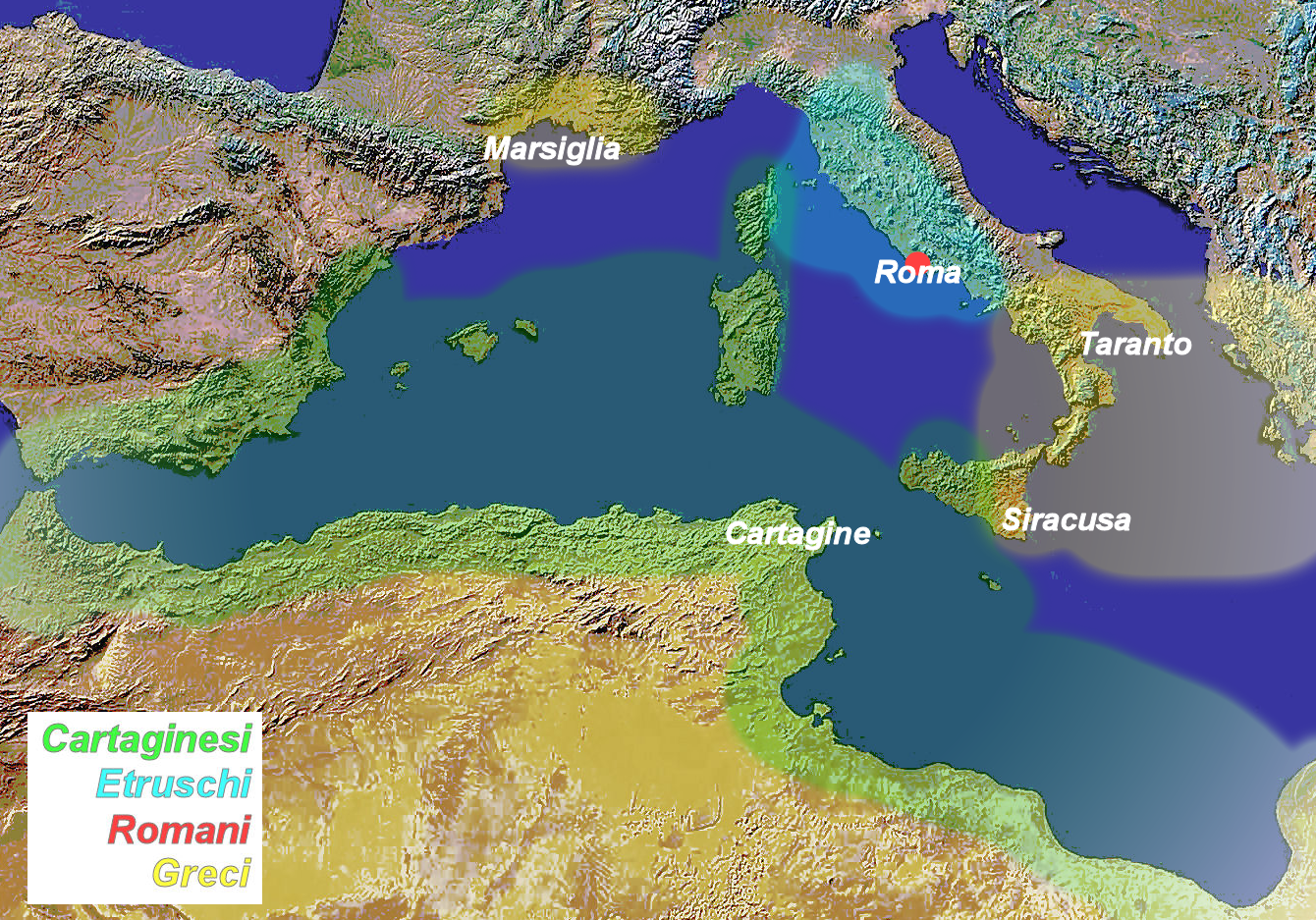
Rappresentazione delle reciproche sfere di influenza delle tre principali potenze del Mediterraneo occidentale alla fine del VI secolo a.C., in coincidenza con il declino dell'età regia di Roma. Gli equilibri tra Greci, Etruschi e Cartaginesi si delinearono negli anni che seguirono la battaglia di Alalia, nell'ambito di una più estesa conflittualità greco-punica.

Il caso di Roma è pressoché unico nel mondo antico: la sua storia, non solo militare, è documentata spesso in gran dettaglio quasi dalla fondazione iniziale della città e fino all'epoca del declino finale. Nonostante alcuni resoconti siano andati perduti, come quello di Traiano sulle sue campagne daciche, mentre altri, come le prime storie su Roma, sono come minimo semi-apocrifi, i resoconti sopravvissuti sulle vicende militari di Roma sono di considerevole dimensione.
La storia più antica, dalla fondazione di Roma quale piccolo villaggio tribale, fino alla fine dell'Età regia con la caduta dei re di Roma, è quella meno conservata. Questo perché, sebbene i primi Romani possedessero un certo livello di alfabetizzazione, dovette mancare loro il desiderio di tramandare le loro vicende storiche oppure le storie da loro registrate andarono perdute.
Sebbene Livio, storico romano tradizionalmente collocato tra il 59 a.C. e il 17 d.C., nella sua opera Ab Urbe condita, elenchi, dal primo insediamento fino ai primi anni, una serie di sette re della Roma arcaica, i primi quattro 're' (Romolo, Numa Pompilio, Tullo Ostilio e Anco Marzio) sono quasi certamente interamente apocrifi. Michael Grant e altri ipotizzano che, prima dell'instaurarsi del dominio etrusco su Roma sotto Tarquinio Prisco, quinto re della tradizione, Roma fosse stata guidata da qualche sorta di autorità religiosa. Pochissimo si conosce della storia militare di Roma durante questa epoca, e quello che la storia ci ha tramandato ha più della natura leggendaria che di una consistenza fattuale. Secondo la tradizione, Romolo fortificò uno dei sette colli di Roma, il colle Palatino, dopo aver fondato la città, e Livio afferma che, poco dopo la sua fondazione, Roma era «pari a qualsiasi delle città circostanti per valore militare».

## Epoca repubblicana

Popoli dell'Italia antica nell'età del ferro.

### La prima fase di difesa ed espansione (509 – 264 a.C.)

#### Le prime campagne italiche (fino al 396 a.C.)
Le prime guerre storiche furono al tempo stesso azioni di espansione e di difesa, tendenti a proteggere la stessa Roma da città e nazioni circostanti e a consolidarne il radicamento territoriale nella regione. Floro scrive che, a quel tempo,
Nonostante le fonti non siano concordi, è possibile che, in quel periodo, la stessa Roma fosse invasa due volte da eserciti etruschi: la prima nel 509 a.C. circa, sotto lo stesso re Tarquinio il Superbo appena esautorato, e la seconda nel 508 a.C. sotto l'etrusco Porsenna.
Inizialmente, gli immediati vicini di Roma erano città o villaggi dei Latini, con un assetto tribale simile a quello di Roma, o anche tribù sabine delle vicine alture appenniniche. Poco alla volta Roma sconfisse sia i pervicaci sabini sia le città locali che erano o egemonizzate dagli Etruschi o città latine che, al pari di Roma, si erano liberate dei loro dominatori etruschi. Roma sconfisse i Lavinii e i Tusculi nella battaglia del lago Regillo, del 496 a.C., e i Sabini in una battaglia sconosciuta nel 449 a.C., gli Equi e i Volsci nella battaglia del Monte Algido nel 458 a.C. e nella battaglia di Corbione nel 446 a.C., i Volsci nella battaglia di Corbione e nella conquista di Anzio del 377 a.C., gli Aurunci nella battaglia di Ariccia; furono battuti dai Veientani nella battaglia del Cremera nel 477 a.C., nella conquista di Fidene del 435 a.C. e nelle guerre veienti che portarono alla conquista di Veio del 396 a.C. Una volta sconfitti i Veientani, i Romani ebbero effettivamente completato la conquista dei loro immediati vicini etruschi, e, allo stesso tempo, resa sicura la loro posizione contro la minaccia immediata costituita dai popoli tribali delle alture appenniniche.

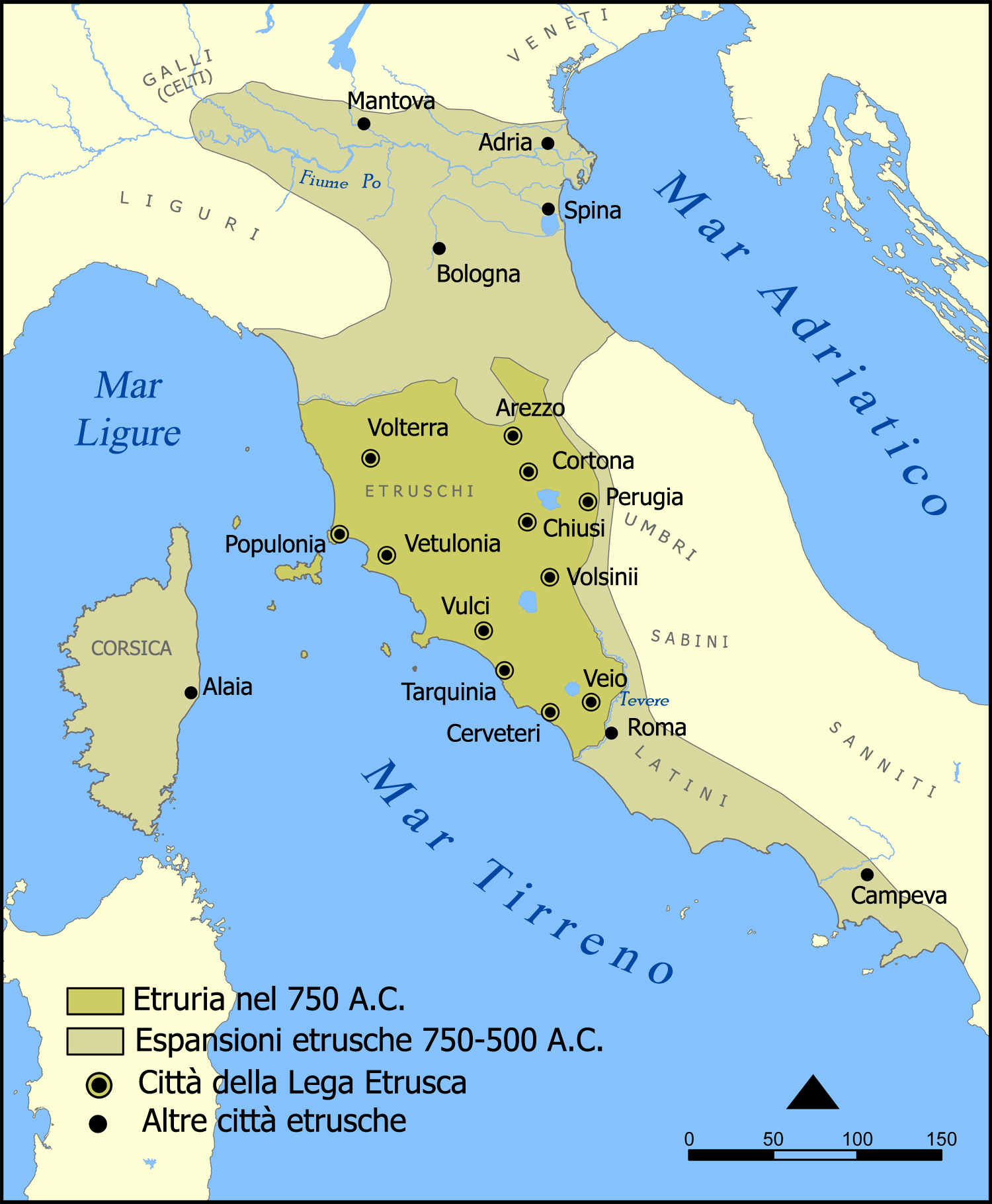
Roma e i vicini popoli etruschi e italici.

Roma, tuttavia, controllava ancora solo una ristrettissima area e i suoi affari rivestivano un ruolo minore nell'intero contesto della penisola italica: i resti di Veio, ad esempio, ricadono oggi interamente nei suburbi della Roma moderna e gli interessi di Roma erano da poco venuti all'attenzione dei Greci, portatori della cultura trainante dell'epoca. Il grosso dell'Italia rimaneva ancora in mano ai Latini, ai Sabini, ai Sanniti e ad altri popoli dell'Italia centrale, ai coloni greci delle poleis magnogreche, e, in particolare, ai popoli celtici dell'Italia settentrionale, inclusi i Galli. All'epoca, la civiltà celtica era vibrante e in fase di espansione militare e territoriale, con una diffusione che, sebbene priva di coesione, arrivò a coprire gran parte dell'Europa continentale. Fu proprio per mano dei Celti della Gallia che Roma soffrì una sconfitta umiliante, a cui seguì una battuta d'arresto imposta alla sua espansione: il ricordo di quella sconfitta era destinato ad imprimersi profondamente nella coscienza e nella futura memoria di Roma.

#### Invasioni celtiche dell'Italia (390–387 a.C.)
Dal 390 a.C., molte tribù galliche avevano iniziato ad invadere l'Italia dal nord, in un'epoca in cui la civiltà celtica si espandeva attraverso l'Europa, all'insaputa dei Romani i cui interessi si rivolgevano ancora alla sicurezza su uno scenario essenzialmente locale. Ad allertare Roma fu una tribù particolarmente bellicosa, i Senoni, che invasero la provincia etrusca di Siena dal nord e attaccarono la città di Clusium (Chiusi), non molto distante dalla sfera d'influenza di Roma. Gli abitanti di Chiusi, sopraffatti dalla forza dei nemici, superiori in numero e per ferocia, chiesero aiuto a Roma. Quasi senza volerlo i Romani non solo si ritrovarono in conflitto con i Senoni, ma ne divennero il principale obiettivo. I Romani li fronteggiarono in una battaglia campale presso il fiume Allia intorno agli anni 390–387 a.C. I Galli, guidati dal condottiero Brenno, sconfissero un'armata romana di circa 15 000 soldati e incalzarono i fuggitivi fin dentro la stessa città, che fu sottoposta ad un parziale ma umiliante sacco prima di essere scacciati o convinti ad andarsene dietro pagamento di un riscatto.
Ora che tra Galli e Romani era corso il sangue, altri conflitti intermittenti, per oltre due secoli, continuarono a sorgere tra i due contendenti: la battaglia dell'Anio (presso l'Aniene, circa nel 360 a.C.), la battaglia del lago Vadimone (283 a.C.) contro una coalizione celto-etrusca, la battaglia di Fiesole nel 225 a.C., la battaglia di Talamone nel 224 a.C., la battaglia di Clastidio nel 222 a.C., la battaglia di Cremona nel 200 a.C., la battaglia di Mutina (Modena) nel 194 a.C., la battaglia di Arausio nel 105 a.C., e la battaglia di Vercelli nel 101 a.C. Ma il problema celtico non si sarebbe risolto se non con la completa sottomissione della Gallia, ad opera di Giulio Cesare, dopo la battaglia di Alesia del 52 a.C.

#### Espansione in Italia (343–268 a.C.)
Dopo essersi ripresi in maniera sorprendentemente rapida dal sacco di Roma, i Romani ripresero immediatamente la loro espansione in Italia. Nonostante i successi fino ad allora ottenuti, il controllo sull'intera penisola non era, a quel punto, in alcun modo assicurato: i Sanniti erano altrettanto bellicosi e ricchi dei Romani; inoltre, dal canto loro, si prefiggevano di espandersi dall'originario Sannio per assicurarsi nuove terre in quelle fertili pianure italiche su cui insisteva la stessa Roma. La prima guerra sannitica, tra il 343 e il 341 a.C., fece seguito a diffuse incursioni sannitiche nel territorio di Roma e fu una faccenda che si risolse relativamente in fretta: i Romani sconfissero i Sanniti sia nella battaglia del Monte Gauro, nel 342 a.C., che nella battaglia di Suessula, nell'anno successivo, ma furono costretti a ritirarsi dalla guerra senza poter sfruttare il successo fino in fondo, a causa della rivolta di molti degli alleati latini nel conflitto noto come Guerra latina.
In questo modo Roma, intorno al 340 a.C., si trovò a dover contendere sia con le incursioni sannite nel suo territorio, sia con le città latine ribelli, in passato sue alleate, con le quali ingaggiò un aspro conflitto. Roma sconfisse i Latini nella battaglia del Vesuvio e di nuovo nella battaglia di Trifano, dopo la quale le città latine furono obbligate a sottomettersi al potere romano. Si deve forse al trattamento indulgente che Roma riservò agli sconfitti, la docile sottomissione dei Latini per i 200 anni che seguirono.
La seconda guerra sannitica, dal 326 a.C. al 304 a.C., fu un affare più serio e più lungo, sia per i Romani che per i Sanniti, la cui conclusione richiese più di vent'anni di conflitto, e 24 battaglie, a prezzo di gravissime perdite per entrambi gli schieramenti. Le alterne fortune del conflitto arrisero tanto ai Sanniti che ai Romani: i primi si impossessarono di Neapolis nel 327 a.C., che i Romani si ripresero prima di essere sconfitti nella battaglia delle Forche Caudine e nella battaglia di Lautulae. I Romani uscirono infine vittoriosi dalla battaglia di Boviano (305 a.C.), quando ormai, già dal 314 a.C., le sorti della guerra stavano volgendo decisamente in favore di Roma, inducendo i Sanniti a trattare la resa a condizioni via via sempre più sfavorevoli. Nel 304 a.C. i Romani giunsero a una massiccia annessione di territori sanniti, su cui fondarono perfino numerose loro colonie. Questo schema militare, con reazioni in forze alle aggressioni e quasi inavvertibili progressi territoriali in contrattacchi strategici, sarebbe diventato un tratto caratteristico della storia militare di Roma antica.
Sette anni dopo la loro sconfitta, mentre il dominio di Roma sull'area sembrava garantito, i Sanniti insorsero di nuovo e sconfissero i Romani nella battaglia di Camerino, nel 298 a.C., che diede inizio alla terza guerra sannitica. Forti di questo successo, cercarono di mettere assieme una coalizione di molti dei popoli che un tempo furono ostili a Roma, tutti quelli che avrebbero potuto desiderare di scongiurare il dominio dell'intera regione da parte di una sola fazione. L'esercito che nel 295 a.C. affrontò i Romani nella battaglia del Sentino includeva un'eterogenea coalizione di Sanniti, Galli, Etruschi e Umbri. Quando l'esercito romano ottenne una convincente vittoria anche su queste forze combinate, divenne chiaro che nulla più avrebbe potuto impedire a Roma il dominio sull'Italia. Con la battaglia di Populonia, nel 282 a.C., Roma pose fine alle ultime vestigia dell'egemonia etrusca sulla regione.

#### Guerra contro Pirro (280–275 a.C.)

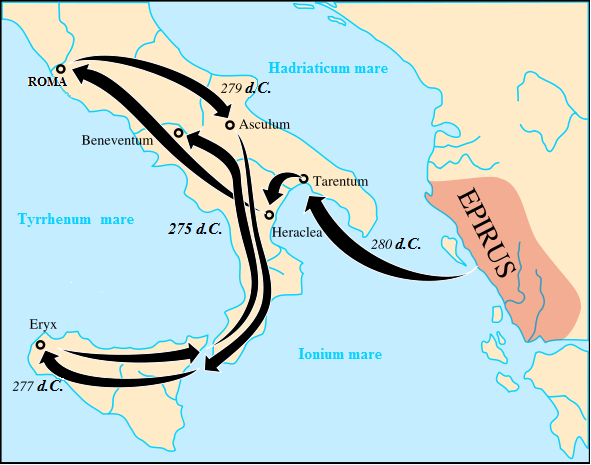
Spostamenti dell'esercito di Pirro durante le guerre pirriche (280 - 275 a.C.).

Con l'inizio del terzo secolo, Roma si trovava ad essere una grande potenza dello scacchiere peninsulare, ma non era ancora entrata in attrito con le dominanti potenze mediterranee dell'epoca, Cartagine, Siracusa e i regni della Grecia. Roma aveva sconfitto pienamente i Sanniti, dominava le città latine alleate, e aveva pesantemente ridotto l'influenza etrusca nella regione. Tuttavia, il sud dell'Italia rimaneva ancora in mano alle colonie della Magna Grecia che erano state alleate dei Sanniti e con le quali sarebbe inevitabilmente venuta in urto quale effetto della sua continua espansione.
Quando una disputa diplomatica tra Roma e la colonia dorica di Taranto sfociò in aperto conflitto navale con la battaglia di Thurii, Taranto invocò l'aiuto militare di Pirro, re dei Molossi dell'Epiro. Spinto dai suoi vincoli diplomatici con Taranto, e dall'ambizione di mostrare i suoi talenti militari, Pirro sbarcò sul suolo italiano nel 280 a.C., con un esercito di 25,000 soldati greci e un contingente di elefanti da guerra, a cui si unirono alcuni dalle colonie greche e con quella parte dei Sanniti che si erano rivoltati contro il controllo romano.
L'esercito romano non aveva mai fronteggiato elefanti in battaglia, e una simile inesperienza volse le sorti dello scontro in favore di Pirro, nella battaglia di Heraclea del 280 a.C., e ancora una volta nella battaglia di Ausculum del 279 a.C. Nonostante questi successi, Pirro si rese conto che la sua dislocazione in Italia era insostenibile. Roma, durante la permanenza dell'esercito di Pirro in Italia, rifiutò sempre e con intransigenza ogni negoziato.

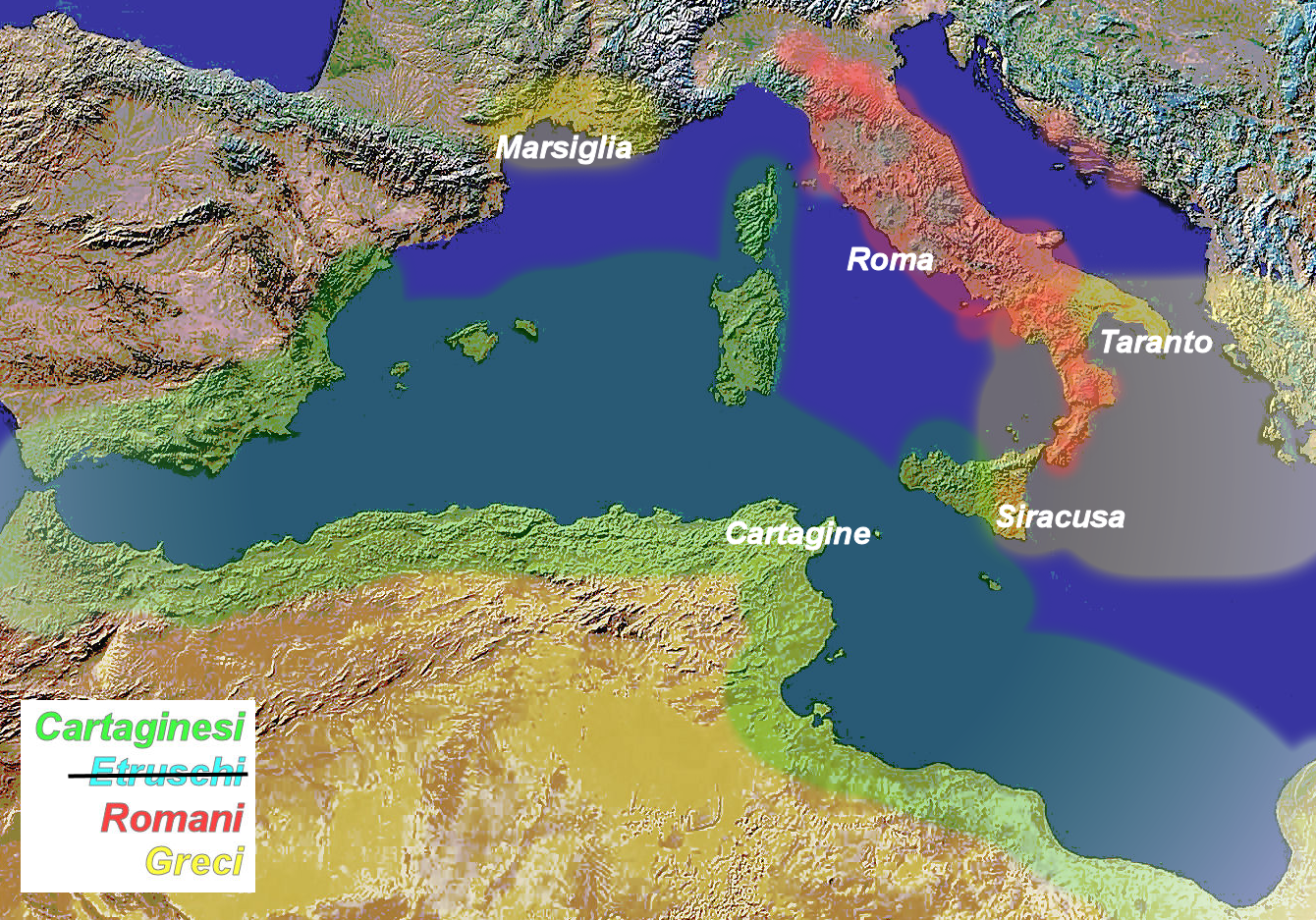
Equilibri politici sanciti dal quarto trattato con Cartagine (279 a.C.): Roma controlla quasi tutta l'Italia centro meridionale. Nel pieno delle guerre con Pirro la zona dello stretto si propone come nuovo punto di attrito tra Roma e Cartagine, preludendo alla prima guerra punica di qualche anno dopo.

Inoltre, Roma concluse un nuovo trattato con Cartagine, e Pirro, contro ogni sua aspettativa, trovò che nessuno degli altri popoli italici avrebbe defezionato per votarsi alla causa di Greci e Sanniti. Di fronte a una vittoria con perdite inaccettabili, per cui sarà coniato il termine di vittoria di Pirro, in ciascuno degli scontri con l'esercito romano, e nell'impossibilità di allargare il fronte delle alleanze in Italia, Pirro ripiegò dalla penisola italiana e si rivolse alla Sicilia contro Cartagine, lasciando i suoi alleati a fronteggiare l'esercito romano.
Quando la campagna di Sicilia si rivelò anch'essa un fallimento Pirro, anche su richiesta dei suoi alleati italici, ritornò sul continente per misurarsi ancora una volta con Roma. Nel 275 a.C., Pirro incontrò ancora una volta l'esercito romano nella battaglia di Benevento. Ma Roma aveva ideato nuove tattiche per fronteggiare gli elefanti da guerra, incluso l'uso del giavellotto, del fuoco o, come afferma una fonte, semplicemente colpendo con violenza la testa dei pachidermi. L'esito dello scontro, per quanto non decisivo, rese Pirro consapevole di quanto il suo esercito fosse depauperato e provato da anni di campagne in terra straniera: allontanatasi ai suoi occhi la speranza di future vittorie, il re epirota abbandonò completamente l'Italia.
Le guerre pirriche, avrebbero sortito un grande effetto su Roma, dimostratasi ora capace di misurare la propria potenza militare con quella delle potenze egemoni del Mediterraneo; il conflitto aveva anche dimostrato come i regni greci fossero incapaci di difendere le loro colonie sulle coste dell'Italia e in altro luogo. Roma mosse rapidamente verso il sud dell'Italia, soggiogando e dividendo la Magna Grecia. Affermato un dominio efficace sulla penisola italiana, e forte della sua internazionalmente provata reputazione militare, Roma poteva iniziare a guardare oltre, per puntare ad espandersi al di fuori della terraferma italiana. Considerata la barriera naturale delle Alpi a nord, e non volendo ancora misurarsi in battaglia con i fieri popoli gallici, la città rivolse lo sguardo altrove, alla Sicilia e alle isole del Mediterraneo, una linea politica che l'avrebbe portata in conflitto aperto con la sua alleata di un tempo, la città di Cartagine.

### Espansione nel Mediterraneo (264 – 129 a.C.)
La prima sortita bellica di Roma al infuori dell'Italia, si ebbe con le guerre puniche, condotte contro Cartagine, una ex colonia fenicia della costa settentrionale dell'Africa, emancipatasi fino a svilupparsi in un potente stato. Queste guerre, iniziate nel 264 a.C., furono probabilmente i più estesi conflitti mai conosciuti dal mondo antico e segnarono l'ascesa di Roma al ruolo di potenza egemone del Mediterraneo occidentale, con territori che si estendevano fino alla Sicilia, al Nordafrica, alla penisola iberica e, al termine delle guerre macedoniche, svoltesi in contemporanea con quelle puniche, anche in Grecia. Dopo la sconfitta dell'imperatore seleucida Antioco III il Grande nella guerra siriaca (Trattato di Apamea del 188 a.C.) che interessò il bacino orientale, Roma emerse come la potenza egemone dell'intero Mediterraneo e la più potente città del mondo classico.

#### Guerre puniche (264–146 a.C.)

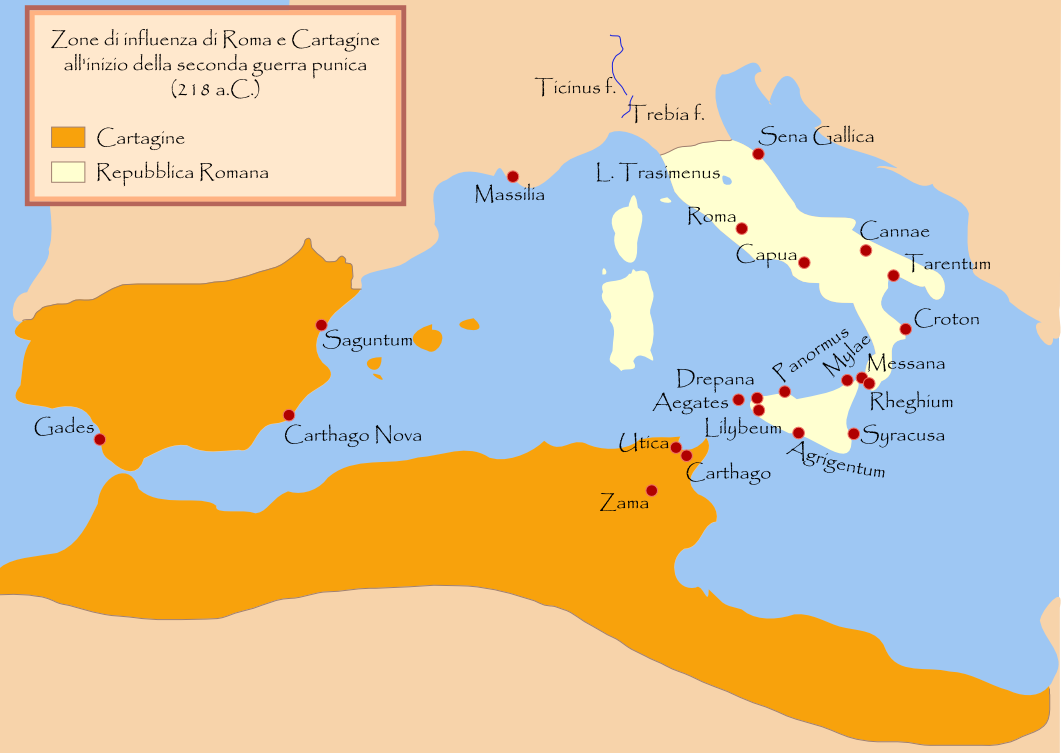
Teatro delle guerre puniche (264–146 a.C.).

La prima guerra punica iniziò nel 264 a.C. quando gli insediamenti in Sicilia fecero appello alle due potenze confinanti, Roma e Cartagine - per la soluzione dei loro conflitti interni. La disponibilità di entrambe le potenze a venire coinvolte su un territorio terzo potrebbe indicare la volontà di mettere alla prova le reciproche forze senza voler apertamente scatenare una guerra di annientamento; di sicuro, all'interno di Roma, vi era un considerevole disaccordo perfino sull'opportunità di intraprendere la guerra. La guerra si profilò solo inizialmente come un confronto terrestre, in scontri come l'assedio di Agrigento, ma il teatro delle operazioni si spostò presto sul tratto di mare tra Sicilia e Africa. Si trattava di un campo ancora relativamente inesplorato per la tecnica navale dell'esercito romano. In epoca anteriore allo scoppio della prima guerra punica nel 264 a.C., non si poteva nemmeno parlare ancora di una marina militare romana, visto che tutte le precedenti guerre si erano combattute sul suolo italiano. La nuova guerra in Sicilia contro Cartagine, una grande potenza navale, costrinse Roma a costruire velocemente una flotta e ad addestrare i marinai.
Il primo approccio di Roma alla guerra navale si risolse inizialmente in vero e proprio "buco nell'acqua" e i primi scontri marittimi della prima guerra punica, come la battaglia delle Isole Lipari, si rivelarono delle vere e proprie catastrofi per Roma, come era da attendersi del resto da una città che, prima d'allora, era praticamente priva di esperienza di marineria militare. Tuttavia, avendo addestrato più marinai ed escogitato il corvo, un congegno per l'abbordaggio delle navi, una forza navale romana sotto il comando di Caio Duilio fu in grado di infliggere una severa sconfitta alla flotta cartaginese nella battaglia di Milazzo. In soli 4 anni, uno stato privo di qualsiasi esperienza di marina, era riuscito in battaglia a far meglio di una grande potenza marittima regionale. La guerra proseguì con successive vittorie navali romane nella battaglia di Tindari e in quella di capo Ecnomo.
Ottenuto il controllo sui mari, Roma sbarcò in armi in Nordafrica, una spedizione, guidata da Atilio Regolo, che ottenne una prima vittoria nella battaglia di Adys che costrinse Cartagine a trattare la resa. Tuttavia i termini imposti da Roma erano così pesanti che i negoziati fallirono e i cartaginesi, in tutta risposta, assoldarono Santippo, un mercenario spartano, cui affidarono il compito di riorganizzare e guidare il loro esercito. Santippo riuscì a tagliar fuori l'esercito romano dalla base, ristabilendo la supremazia navale cartaginese, quindi sconfisse e catturò Atilio Regolo nella battaglia di Tunisi.
La sconfitta subita sul suolo africano non fermò i Romani: grazie alle abilità navali recentemente acquisite, Roma poté ancora una volta battere nettamente i cartaginesi sui mari, nella battaglia delle Isole Egadi, in buon parte grazie alle innovazioni tattiche della flotta romana: Cartagine rimase priva della flotta e dei mezzi finanziari sufficienti ad armarne una nuova. Per una potenza marittima, la perdita dell'accesso al Mediterraneo era una bruciante umiliazione economica e psicologica, così pesante da indurre i cartaginesi a trattare nuovamente la resa.
Nel periodo di pace che fece seguito alla guerra, Roma fu impegnata a regolare i propri conti con la tribù dei Liguri ed il popolo dei Celti insubri, insediato nell'attuale Lombardia. Nel 225 a.C. gli Insubri avevano tentato di invadere il territorio soggetto a Roma, ma vennero fermati in Etruria nella battaglia di Talamone. Nel 222 a.C. fu Roma a passare all'offensiva, puntando direttamente sulla Pianura Padana e riportando una grande vittoria sugli Insubri nella battaglia di Clastidium, cui fece seguito la deduzione delle colonie di Piacenza e Cremona.
La continua diffidenza tra Romani e Cartaginesi portò al risorgere delle ostilità nella seconda guerra punica quando Annibale, un esponente dell'aristocratica famiglia cartaginese dei Barca, attaccò Sagunto, una città legata a Roma da vincoli diplomatici. Annibale radunò un esercito in Iberia e irruppe in Italia grazie alla famosa traversata delle Alpi con gli elefanti da guerra al seguito. Nella battaglia del Ticino del 218 a.C., primo episodio sul suolo italiano, Annibale sconfisse i Romani di Scipione il Vecchio in un piccolo scontro di cavalleria. Il successo di Annibale continuò con le vittorie nella battaglia del fiume Trebbia, nella battaglia del lago Trasimeno, dove tese un'imboscata all'ignaro esercito romano di Gaio Flaminio, e nella battaglia di Canne, destinata a diventare uno dei grandi capolavori dell'arte tattica militare, che gli diede la fama di un "Annibale dall'aspetto invincibile", in grado di sconfiggere i Romani a suo piacimento.
Nelle tre battaglie di Nola, il generale romano Marco Claudio Marcello riuscì in un'opera di contenimento, ma Annibale sgominò una serie di eserciti consolari armati nella prima battaglia di Capua, nella battaglia del fiume Silarus (attuale fiume Sele), nella prima e seconda battaglia di Erdonia, nella battaglia di Numistro e in quella di Ausculum del 209 a.C. Fu allora che Asdrubale, fratello di Annibale, cercò di attraversare le Alpi per giungere in Italia e unirsi al fratello con un secondo esercito. Nonostante la sconfitta subita in Iberia nella battaglia di Baecula, Asdrubale riuscì comunque ad aprirsi un varco verso l'Italia, dove però l'attendeva la morte, nella sconfitta definitivamente inflittagli dai consoli Gaio Claudio Nerone e Marco Livio Salinatore nella Battaglia del fiume Metauro del 207 a.C.
Annibale, riluttante o impreparato ad un attacco diretto alla città di Roma, si diede a devastare le contrade italiane. Intanto i Romani, incapaci di sconfiggerlo direttamente, concepirono un'audace manovra diversiva: lo sbarco di un esercito in Africa allo scopo di aprire un nuovo fronte e minacciare la capitale cartaginese. Nel 203 a.C., nella battaglia dei Campi Magni presso il fiume Bagradas, l'esercito degli invasori romani, guidato da Scipione Africano, sconfisse i cartaginesi di Asdrubale Giscone e Syphax, determinando il richiamo in patria di Annibale per fronteggiare la situazione. Lo scontro finale fu in favore dei Romani di Scipione, che nella celebre battaglia di Zama inflissero ad Annibale una severissima sconfitta, forse addirittura un vero annientamento, in ogni modo decisivo nel decretare la fine della seconda guerra punica.
Cartagine non riuscì mai a riaversi dalla sconfitta e la terza guerra punica che seguì fu in realtà solo una spedizione punitiva per radere al suolo la città punica. Cartagine era quasi indifesa e, una volta sotto assedio, offrì immediatamente la resa, acconsentendo a una serie di richieste di Roma. I Romani rifiutarono la resa, chiedendo, come condizione ulteriore, la completa distruzione della città; i Cartaginesi, avendo ormai ben poco da perdere, si prepararono a combattere. Nella battaglia di Cartagine (146 a.C.) la città fu presa d'assalto dopo un breve assedio e completamente distrutta. La sua cultura ne risultò "cancellata in maniera pressoché totale".

#### Conquista della penisola iberica (218–19/17 a.C.)
Il conflitto tra Roma e Cartagine nelle guerre puniche portò le due città ad espandersi nell'odierna penisola iberica. L'impero punico della famiglia cartaginese dei Barcidi consisteva di territori in Iberia, su molti dei quali Roma acquisì il controllo durante le guerre puniche. L'Italia rimase il teatro principale della guerra per buona parte della seconda guerra punica, ma i Romani aspiravano anche a distruggere l'impero barcide in Iberia per prevenire che importanti alleati punici si associassero in forze in Italia.
Nel corso degli anni Roma aveva gradualmente allargato la sua influenza lungo la costa meridionale dell'Iberia, fino a giungere, nel 211 a.C., alla presa della città di Sagunto. Grazie a due ulteriori spedizioni militari in Iberia, i Romani riuscirono infine a stroncare il controllo cartaginese sulla penisola nel 206 a.C., con la battaglia di Ilipa: la penisola divenne così provincia romana con il nome di Hispania. Dal 206 a.C. in poi l'unica opposizione al controllo romano della penisola venne dalle locali tribù celtiberiche, la cui disunità dava insicurezza all'espansione romana.
A seguito di due ribellioni su piccola scala del 197 a.C., e del 195–194 a.C., tra i Romani e il popolo dei Lusitani, dell'odierno Portogallo, deflagrò la cosiddetta Guerra lusitana. Nel 179 a.C., i Romani erano essenzialmente riusciti nel pacificare e nel portare sotto il loro controllo la regione.
Circa nel 154 a.C., una recrudescenza diede vita ad un'importante rivolta in Numanzia, la cosiddetta prima guerra numantina: una lunga guerra di resistenza si combatté tra le forze avanzanti della Repubblica romana e le tribù lusitane dell'Hispania. Il pretore Servio Sulpicio Galba e il proconsole Lucio Licinio Lucullo arrivarono nel 151 a.C. e misero in moto il processo di sottomissione della popolazione locale. Galba, tradendo i leader lusitani da lui invitati ai colloqui di pace, li fece uccidere nel 150 a.C., ponendo termine, ingloriosamente, alla prima fase della guerra.
I Lusitani si rivoltarono ancora nel 146 a.C., sotto la guida di un nuovo leader di nome Viriato, e invasero la Turdetania, nell'Iberia meridionale, dando inizio a una tattica di guerriglia. I Lusitani riscossero un iniziale successo, affrontando e sconfiggendo sul campo l'esercito romano nella battaglia di Tribola, dandosi poi a depredare la Carpetania e avendo la meglio su un secondo contingente romano nella prima battaglia del monte Venus (146 a.C.), per passare al sacco di Segóbriga. Nel 144 a.C., il generale Quinto Fabio Massimo Emiliano riscosse successo in una campagna contro i Lusitani, ma fallì il suo tentativo di catturare Viriato.
In quello stesso anno, Viriato raccolse una lega ostile a Roma, comprendente molte tribù celtiberiche, da lui convinte alla sollevazione, nella seconda guerra numantina. La nuova coalizione di Viriato prevalse sulle forze romane nella seconda battaglia del monte Venus del 144 a.C. e nuovamente nel fallito assedio di Erisone. Nel 139 a.C., infine, Viriato fu ucciso nel sonno da tre subalterni corrotti da Roma. Nel 136 e 135 a.C., furono portati avanti nuovi ma fallimentari tentativi per avere il totale controllo della regione di Numantia. Nel 134 a.C., il console Scipione Emiliano riuscì definitivamente a soffocare la ribellione grazie al vittorioso assedio di Numanzia.
Poiché l'invasione romana della penisola iberica era iniziata nelle aree meridionali circum-mediterranee controllate dai Barcidi, tra le regioni peninsulari da sottomettere rimanevano solo i territori all'estremo nord. Le guerre cantabriche, dal 29 al 19 a.C., occorsero durante la conquista romana delle province dell'Asturia e della Cantabria. L'Iberia fu interamente conquistata nel 25 a.C. è l'ultima rivolta si ebbe nel 19 a.C.

#### Macedonia, le poleis greche, l'Illirico e l'Oriente (215–146 a.C.)

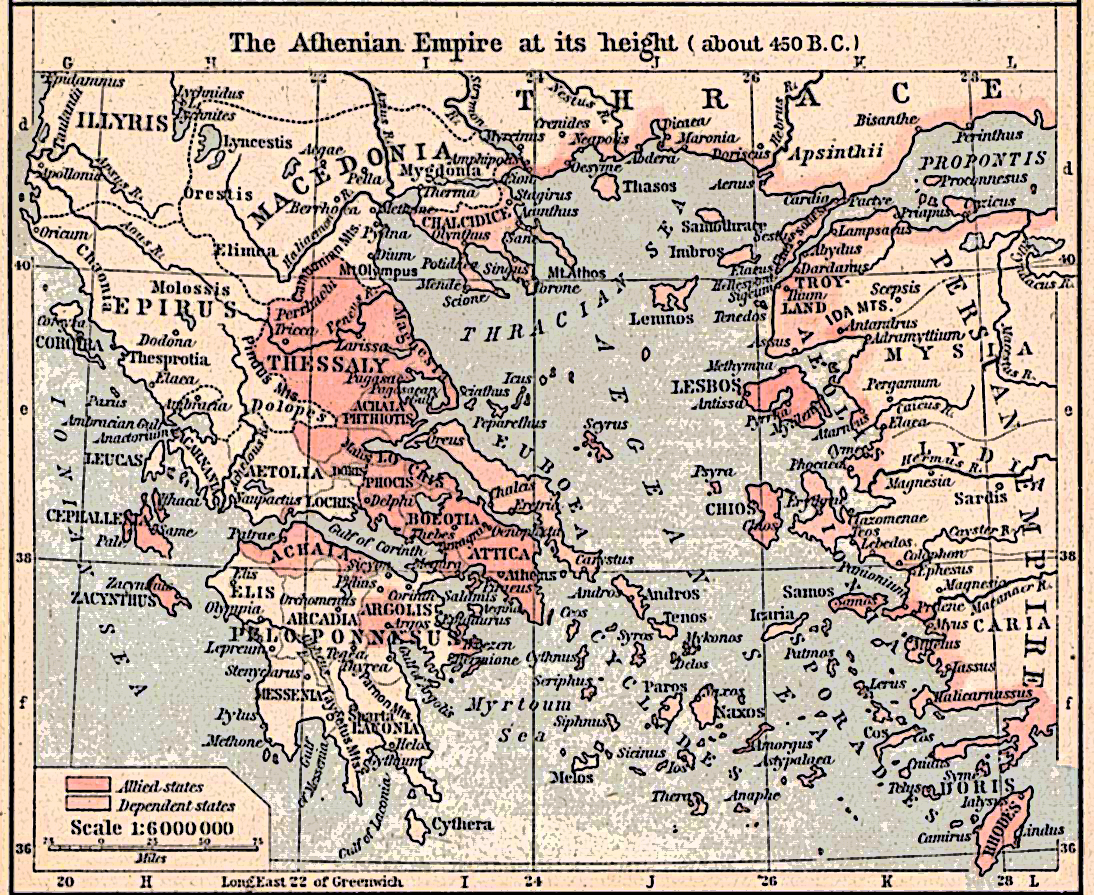
Mappa dei Balcani meridionali e dell'Anatolia occidentale.

L'impegno di Roma nella guerra contro Cartagine porse a Filippo V, re di Macedonia, l'occasione per cercare di estendere il suo potere ad occidente. Filippo, per negoziare con Annibale un'alleanza che li avrebbe visti comuni nemici di Roma, (si veda alla voce: Trattato tra Annibale e Filippo V di Macedonia), mandò degli ambasciatori in Italia che, facendosi letteralmente beffe di Roma, giunsero presso l'accampamento di Annibale. Roma, tuttavia, venne comunque a conoscenza dell'intesa raggiunta, appropriandosi perfino delle copie dei trattati, quando gli emissari di Annibale, di ritorno in Grecia, furono intercettati e imprigionati da una flotta romana. Volendo impedire a Filippo V ogni possibilità di appoggio a Cartagine, in Italia o altrove, Roma cercò in Grecia alleati a cui far condurre, in proprio favore, una guerra per procura contro il regno macedone: i partner furono trovati tra le poleis greche raccolte nella Lega etolica, tra gli Illirici a nord dell'area macedone, nel regno di Pergamo e nella città-stato di Rodi, collocata, rispetto alla Macedonia, dall'altro capo del mar Egeo.
La prima guerra macedonica vide il coinvolgimento diretto di Roma nelle sole operazioni di terra; quando gli Etoli, ancora una volta, trattarono la pace con Filippo V, la piccola forza di spedizione romana, rimasta in Grecia senza alleati e avendo ormai raggiunto lo scopo di impegnare Filippo per impedirgli di portare soccorso ad Annibale, fu ben disposta alla pace. A Fenice, nel 205 a.C., fu stipulato un trattato di pace che riconobbe a Roma un piccolo indennizzo e pose formalmente fine alla prima guerra macedonica.
Pochi anni più tardi, intorno 200 a.C., nell'ambito di un'aggressiva politica egea, il regno di Macedonia si diede ad usurpare anche alcuni territori rivendicati da varie poleis greche, che risposero alla minaccia ricorrendo in cerca di aiuto al nuovo alleato romano. Roma intimò a Filippo V un ultimatum che prevedeva la completa sottomissione della Macedonia fin quasi allo status politico di provincia romana. Filippo, com'era prevedibile, non accettò, e il Senato romano, superate le iniziali riluttanze nei confronti di coscrizioni e nuove ostilità, si decise a dichiarare guerra contro Filippo V, nella seconda guerra macedonica. Nella battaglia del fiume Aoo (presso l'attuale Tepelenë, in Albania) le forze comandate da Tito Quinzio Flaminino sconfissero i macedoni. Gli stessi comandanti, nel 197 a.C., si fronteggiarono nella più importante battaglia di Cinoscefale, che ancora una volta vide Flaminino vincitore, stavolta in maniera decisiva, sugli avversari Macedoni. Il regno di Macedonia fu costretto a siglare il Trattato di Tempea, con il quale veniva privato di tutte le rivendicazioni territoriali in Grecia e Asia, e obbligato a corrispondere a Roma un indennizzo di guerra.
Tra la seconda e la terza guerra macedonica, Roma si trovò ancora a fronteggiare altri conflitti nell'area, scaturiti da un intricato gioco di mutevoli e reciproche rivalità, alleanze e leghe, in cui ciascun attore cercava di aumentare la propria influenza.
Poco dopo la seconda sconfitta macedone del 197 a.C., la polis di Sparta si inserì nel parziale vuoto di potere creatosi in Grecia. Temendo che gli spartani volessero appropriarsi di poteri crescenti nella regione, i Romani ricorsero all'aiuto degli alleati nel condurre una guerra contro Sparta, sconfiggendo un esercito spartano nella battaglia di Gythium nel 195 a.C.
Roma si trovò anche a dover affrontare la Lega etolica, un tempo sua alleata, gli Istriani nella guerra istrica, gli Illiri nella terza guerra illirica, e l'Acaia, con la risorta Lega achea, nella quarta guerra macedonica.
Roma rivolgeva ora le sue attenzioni ad oriente, verso l'impero seleucide di verso Antioco III il Grande. Antioco, dopo remote campagne militari nelle regioni della Battriana, dell'India, Persia e Giudea, si era spostato in Asia Minore e Tracia per proteggere varie città costiere, con una mossa che lo fece entrare in attrito con gli interessi Romani, che diedero inizio alla guerra contro Antioco III e lega etolica.
Forze romane guidate da Manio Acilio Glabrione sconfissero Antioco nella battaglia delle Termopili del 191 a.C. e lo costrinsero ad abbandonare la Grecia: i Romani, allora, incalzarono i Seleucidi fuori dai confini della Grecia, battendoli sul mare nella battaglia dell'Eurimedonte, in quella di Myonessus, e, infine, nel decisivo confronto della battaglia di Magnesia.
Nel 179 a.C. Filippo V di Macedonia morì e il suo ambizioso e talentuoso figlio, Perseo, salì al trono mostrando un rinnovato interesse per la Grecia. Si alleo perfino con i bellicosi Bastarni, e, probabilmente, la condotta di entrambi violò il trattato di pace precedentemente stipulato da suo padre o dovette quantomeno apparire come un "atteggiamento non consono a quello atteso da un alleato subordinato". Roma dichiarò nuovamente guerra al Regno di Macedonia, dando inizio alla terza guerra macedonica. Inizialmente, Perseo riscosse maggior successo di suo padre nel condurre la guerra contro Roma, vincendo la battaglia di Callicino contro un esercito consolare. Roma, tuttavia, reagì come nelle altre iniziative militari di quel periodo, semplicemente inviando un nuovo contingente. Il secondo esercito consolare puntualmente vinse i Macedoni nella battaglia di Pidna del 168 a.C. I Macedoni, privi delle riserve tattiche di cui disponevano Romani e con il loro re Perseo caduto nelle mani dei nemici, altrettanto puntualmente capitolarono, ponendo fine alla terza guerra macedonica, con la dissoluzione del regno macedone.
La quarta guerra macedonica, combattuta tra il 150 e il 148 a.C., fu l'atto finale dei conflitti tra Roma e la Macedonia ed ebbe inizio quando Andrisco usurpò il trono macedone. I romani radunarono un esercito consolare sotto il comando di Quinto Cecilio Metello, che rapidamente sconfisse Andrisco nella seconda battaglia di Pidna del 148 a.C.
Sotto Lucio Mummio, nel 146 a.C., si ebbe la distruzione della florida Corinto, a conclusione di un assedio della città che portò alla sua resa e alla conseguente capitolazione della Lega acaica.

#### Sottomissione della Gallia Cisalpina (222–175 a.C.)
Ai fini dell'unificazione della penisola la conquista definitiva del nord-Italia (allora Gallia Cisalpina) segnò un momento fondamentale, anche se nella storiografia esso risulta a volte trascurato e quasi schiacciato dalle più complesse e appariscenti vicende orientali. La battaglia di Clastidium del 222 a.C. portò alla conquista di Mediolanum e all'inizio dell'egemonia romana nell'area. Tuttavia i Celti, che si erano sollevati contro Roma durante la seconda guerra punica, non avevano deposto le armi neppure dopo la sconfitta di Zama. Quando nel 200 a.C. i Galli in rivolta si impadronirono della colonia di Piacenza e minacciarono Cremona, Roma decise di intervenire in forze. Nel 196 a.C. Scipione Nasica vinse gli Insubri, nel 191 a.C. furono piegati i Boi, che controllavano una vasta zona tra Piacenza e Rimini. Superato il fiume Po, la penetrazione romana proseguì pacificamente: le popolazioni locali, Cenomani e Veneti, si resero conto che Roma era l'unica in grado di proteggerli dagli assalti delle altre tribù celtiche e dagli Istri. Attorno al 191 a.C. la Gallia Cisalpina fu ridotta a provincia. Nel 177 a.C. venne sottomessa anche l'Istria. Nel 175 a.C., infine, vennero soggiogati anche i Liguri Cisalpini.

#### Il risorgere della minaccia celtica (121 a.C.)
Nel 121 a.C., nonostante la distanza storica e i molti anni trascorsi, era ancora viva a Roma la memoria di quell'umiliante sacco del 390 a.C. subìto ad opera delle tribù celtiche provenienti dalla Gallia, un evento storico ormai trasfuso in una tradizione leggendaria, da trasmettere di generazione in generazione. Ma nessuno poteva immaginare che Roma, nel giro di un anno, si sarebbe trovata a fronteggiare di nuovo la risorgente minaccia celtica. Nel 121 a.C., Roma venne infatti in attrito con i popoli celtici degli Allobrogi e degli Arverni, entrambi sconfitti con apparente facilità, in quello stesso anno, nella prima battaglia di Avignone presso il Rodano e nella seconda battaglia di Avignone.

### Tarda repubblica (113 – 27 a.C.)

#### Guerra giugurtina (111 – 104 a.C.)
Roma, nelle precedenti guerre puniche, aveva ottenuto larghe estensioni territoriali in Africa, che furono consolidati nei secoli successivi. Molti di questi erano stati concessi al regno di Numidia, un regno costiero nordafricano corrispondente alla moderna Algeria, in cambio dell'assistenza militare offerta in passato a Roma.
La guerra giugurtina del 111 a.C.–104 a.C. fu combattuta tra Roma e Giugurta di Numidia e, dal punto di vista romano, rappresentò la conclusione della pacificazione del Nordafrica: al termine della guerra, Roma, sostanzialmente, arrestò la sua espansione nel continente, avendo raggiunto le barriere naturali offerte dal deserto e dalle montagne. Dopo l'usurpazione del trono numida da parte di Giugurta, fedele alleato di Roma fin dalle guerre puniche, Roma si sentì costretta ad intervenire. Giugurta, sfacciatamente, corruppe i Romani affinché accettassero la compiuta usurpazione riuscendo a farsi assegnare la metà occidentale del regno. Dopo ulteriori aggressioni, e nuovi tentativi di corruzione, Roma inviò un esercito ad affrontarlo. I Romani furono sconfitti nella battaglia di Suthul ma si comportarono meglio nella battaglia del fiume Muthul e sconfissero infine Giugurta nelle battaglie di Thala, Mulucha, e Cirta del 104 a.C. Giugurta fu infine preso dai Romani, non in battaglia ma grazie a un tradimento, e la sua cattura segnò la fine della guerra.

#### Nuove minacce dai germani: le guerre cimbriche (113–101 a.C.)
Le guerre cimbriche (113–101 a.C.) furono un affare ben più serio che il recente conflitto celtico del 121 a.C. Le tribù germaniche dei Cimbri e dei Teutoni dal Nordeuropa migrarono fin dentro i territori settentrionali di Roma, ed entrarono in conflitto con Roma e i suoi alleati. Le guerre cimbriche generarono un grande timore e furono la prima occasione, dopo la seconda guerra punica, in cui l'Italia e la stessa Roma si sentirono seriamente minacciate. La battaglia di Noreia, nel 112 a.C., fu l'esordio delle operazioni belliche tra la Repubblica romana e le tribù protogermaniche dei Cimbri e dei Teutoni. Finì con una sconfitta dei Romani, e in un quasi disastro. Nel 105 a.C. i Romani patirono una delle loro peggiori disfatte nella battaglia di Arausio, presso Orange: era la sconfitta più costosa dai tempi della battaglia di Canne. Dopo che i Cimbri ebbero involontariamente concesso una tregua agli avversari per dedicarsi al saccheggio dell'Iberia, Roma ebbe in mano l'opportunità di prepararsi con cura allo scontro con Cimbri e Teutoni dalla qual uscirà vincente con la battaglia di Aquae Sextiae (Aix-en-Provence) e con la battaglia di Vercelli entrambe le tribù furono virtualmente annichilate e la loro minaccia allontanata.

#### Malcontenti interni: rivolte servili, guerre sociali e guerre civili (135–71 a.C.)
L'ampio utilizzo dell'esercito in campagne militari all'estero, e l'uso di remunerare i soldati con il bottino ricavato dalle guerre, favorirono la tendenza ad accrescere la fedeltà dei soldati ai loro generali piuttosto che allo stato, e la disponibilità a seguire i comandanti anche in battaglie contro lo stato. Roma, in questo periodo, era peraltro flagellata da numerose sollevazioni servili, in parte dovute all'affidamento, nei secoli passati, di vaste estensioni di proprietà fondiarie a fattorie servili in cui gli schiavi superavano di gran numero i loro proprietari romani. Nell'ultimo secolo a.C. si ebbero almeno dodici tra ribellioni e guerre civili. Questo schema non si interruppe se non quando Ottaviano, il futuro Augusto, non vi pose fine, proponendosi come antagonista di successo dell'autorità senatoria e facendosi poi nominare princeps.

##### Rivolte servili e guerra contro i socii
Negli anni tra il 135 e il 71 a.C. si ebbero delle sollevazioni servili che opposero gli schiavi allo stato romano. La terza sollevazione fu la più grave: le stime sul numero dei rivoltosi parlano del coinvolgimento di un numero di 120 000 o 150,000 schiavi. Inoltre, nel 91 a.C., tra Roma e i municipia italiani, già suoi alleati (sŏcĭi), scoppiò la cosiddetta guerra sociale, scaturita dal dissenso diffuso tra gli alleati a cui toccava condividere il rischio delle campagne militari romane senza però beneficiare della remunerazione. Nonostante alcune sconfitte, come nella battaglia del lago del Fucino, le truppe romane superarono le militia italiane in scontri decisivi, in particolare nella battaglia di Asculum (89 a.C.). Nonostante la sconfitta militare, i socii di Roma raggiunsero i loro obiettivi, ottenendo la promulgazione della Lex Julia e della Lex Plautia Papiria, che conferirono la cittadinanza romana a più di 500 000 italiani.

##### Guerra civile tra Mario e Silla
Il malcontento interno raggiunse comunque la sua acme con il console Lucio Cornelio Silla e la prima marcia su Roma dell'87 a.C. e la successiva guerra civile tra Silla e i mariani all'inizio dell'anno 82 a.C. Nella battaglia di Porta Collina, proprio alle porte della città di Roma, un esercito romano guidato da Silla ebbe la meglio su un esercito senatorio appoggiato da alcuni alleati sanniti. Al di là di quali fossero i torti e le ragioni del suo antagonismo al potere militare statale, la sua azione segnò comunque uno spartiacque nella disponibilità dimostrata delle truppe romane a ingaggiare reciprocamente guerra: la strada era adesso spianata alle lotte intestine del primo e secondo triumvirato, all'esautorazione del Senato quale guida de facto dello stato romano, e alle future endemiche usurpazioni di potere del tardo impero.

#### Conflitti con Mitridate e l'Oriente seleucide (89–63 a.C.)
Mitridate il Grande fu re del Ponto, un vasto regno dellAsia Minore, dal 120 al 63 a.C. È ricordato come uno dei più formidabili, e di maggior successo, tra gli avversari di Roma: si scontrò con tre dei più importanti generali della tarda repubblica romana, Silla, Lucullo, e Pompeo. Seguendo uno schema familiare fin dalle guerre puniche, i Romani entrarono in attrito con Mitridate non appena le sfere d'influenza dei due stati iniziarono a sovrapporsi. Mitridate entrò in antagonismo con Roma nel tentativo di espandere il suo regno, e Roma, da parte sua, sembrava tanto desiderosa della guerra quanto del prestigio e delle spoglie che ne avrebbe potuto ricevere. Fonti romane riferivano come Mitridate, dopo aver conquistato l'Anatolia occidentale nell'88 a.C., avesse orchestrato il massacro della maggioranza degli 80 000 romani che vi risiedevano, in quell'episodio altrimenti noto come vespri asiatici. La notizia del massacro potrebbe esser stata notevolmente ingigantita dai Romani, ma costituì comunque la ragione ufficiale che giustificò l'inizio delle ostilità nella Prima guerra mitridatica. Il generale romano Lucio Cornelio Silla costrinse Mitridate fuori dalla Grecia proprio dopo la battaglia di Cheronea e la successiva battaglia di Orcomeno, ma si trovò a dover far ritorno in Italia, per fronteggiare le avvisaglie di una minaccia interna posta dalla fazione dei suoi rivali mariani: Mitridate era stato sconfitto in battaglia, ma non ancora piegato. Fu stipulata una pace, tra Roma e il regno pontico, che non si rivelò altro che una tregua effimera.
La seconda guerra mitridatica iniziò quando Roma cercò di annettersi la Bitinia come provincia. Nella terza guerra mitridatica, furono inviati contro Mitridate dapprima Lucullo e quindi Pompeo. Mitridate fu definitivamente sconfitto da Pompeo nella notturna battaglia del Lycus.

#### Campagna contro i pirati cilici (67 a.C.)
In quest'epoca, il Mediterraneo era in balia dei pirati, provenienti soprattutto dalla Cilicia. Roma aveva annientato molti di quegli stessi stati che, con le loro flotte, contribuivano a mantenere sicuro il Mediterraneo, senza che i Romani riuscissero, tuttavia, ad inserirsi negli spazi lasciati liberi. I pirati avevano colto al volo le opportunità che si aprivano in una situazione di relativo vuoto di potere: non si limitavano ad ostacolare le rotte navali, ma si erano dedicati al saccheggio di molte città costiere della Grecia e dell'Asia, con scorribande dirette anche alla stessa Italia. Dopo che l'ammiraglio romano Marco Antonio Cretico, padre del triumviro Marco Antonio, aveva fallito il compito di liberare, secondo i voleri dell'autorità romana, il mar Mediterraneo dai pirati, fu Pompeo a succedergli come comandante di una speciale task force incaricata di condurre una campagna decisiva. Sembra che a Pompeo occorsero solo una quarantina di giorni per aver ragione dei pirati che infestavano il settore occidentale del mare, e per ristabilire così la regolarità delle rotte tra Iberia, Africa e Italia. Plutarco ci descrive il modo in cui Pompeo ripulì il Mediterraneo dalle loro imbarcazioni, grazie a una serie di piccole azioni militari e con la promessa di rispettare la capitolazione e la resa di città o imbarcazioni. Quindi inseguì il grosso dei pirati fin nelle loro roccaforti della costa della Cilicia: li distrusse affrontandoli sul mare nella battaglia di Korakesion.

#### Prime campagne di Cesare (59–50 a.C.)

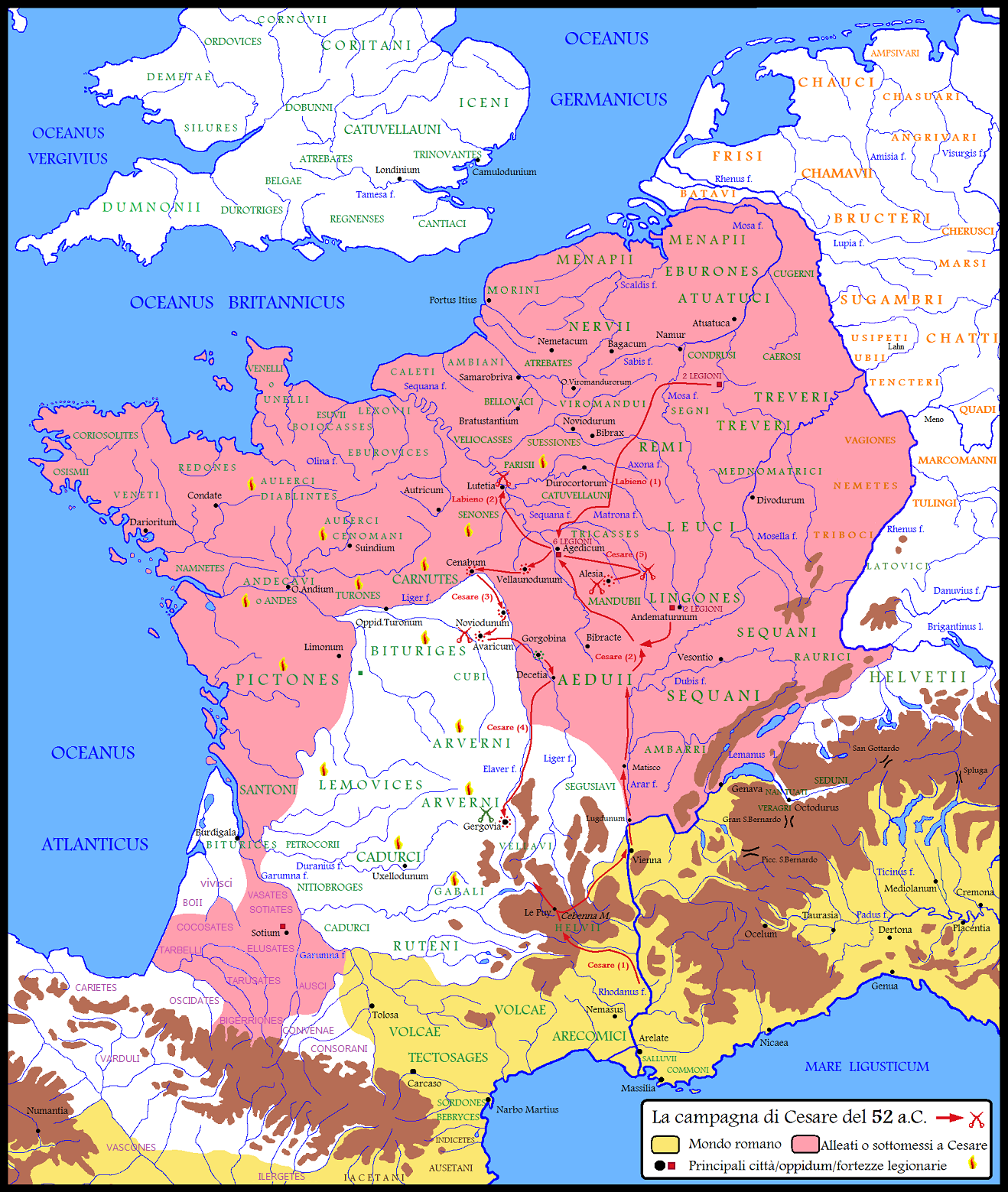
La campagna decisiva di Cesare del 52 a.C. contro le forze alleate dei Galli di Vercingetorige, nell'ambito delle campagne galliche.

Durante un suo mandato come pretore in Iberia, il contemporaneo di Pompeo, Giulio Cesare, appartenente alla gens Iulia, sconfisse in battaglia i Calaici e i Lusitani. Grazie a un mandato consolare, egli ottenne un incarico quinquennale di governatore proconsolare della Gallia Cisalpina e dell'Illirico (la provincia costiera della Dalmazia) cui un senatoconsulto aggiunse anche la Gallia Transalpina (nell'attuale Francia meridionale). Insoddisfatto di un governatorato di routine, Cesare si diede da fare per trovare un pretesto per giustificare l'invasione della Gallia, che gli avrebbe dato lo spettacolare successo a cui egli aspirava. Per raggiungere il suo scopo egli agitò i vecchi fantasmi popolari del primo sacco celtico di Roma e il più recente spettro dei Cimbri e dei Teutoni. Quando le tribù di Elvezi e Tigurini iniziarono una migrazione lungo una rotta che li avrebbe portati a sfiorare appena, senza attraversare, la provincia transalpina, Cesare ebbe un pretesto appena sufficiente per dare inizio alle sue campagne galliche, tenutesi tra il 58 e 49 a.C. Dopo aver massacrato la tribù elvetica, Cesare mise in atto una "lunga, aspra e costosa" campagna contro altre tribù da un capo all'altro della Gallia, molti dei quali avevano combattuto al fianco di Roma contro i comuni nemici elvetici, e il cui territorio egli annesse a quello di Roma. Plutarco sostiene che la campagna sarebbe costata ai Galli un milione di perdite. Per quanto "fieri e abili" i Galli si portavano dietro il peso delle loro storiche divisioni interne: uscirono sconfitti in una serie di battaglie svoltesi lungo l'arco di una decade.
Cesare sconfisse gli Helvetii nel 58 a.C., durante la battaglia del fiume Arar e nella battaglia di Bibracte (presso l'omonima città gallica); dalla battaglia del fiume Axona uscì invece sconfitta la confederazione celto-germanica dei Belgi, mentre i Nervii furono battuti nel 57 a.C. nella battaglia del fiume Sabis. Aquitani, Treviri, Tencteri, Edui ed Eburoni subirono la stessa sorte in battaglie sconosciute, mentre i Veneti furono sconfitti in battaglia navale nel 56 a.C. Sempre nello stesso contesto bellico Cesare mise in atto le sue due spedizioni in Britannia degli anni 55 e 54 a.C. Nel 52 a.C., dopo il vittorioso assedio di Avarico e un seguito di battaglie non decisive, Cesare sconfisse un'alleanza di galli ribelli guidata da Vercingetorige nella battaglia di Alesia, portando a conclusione la conquista della Gallia Transalpina.
Negli anni 52-51 a.C., sconfitto definitivamente Vercingetorige, Cesare si trovò a domare le ultime sacche di ribellione che ancora covavano in Gallia: con il sopraggiungere dell'anno 50 a.C. la Gallia era interamente pacificata e saldamente nelle mani di Roma. Già in quegli stessi anni, durante il suo soggiorno invernale nell'oppidum celtico di Bibracte, Cesare poteva mettere mano alla stesura dei suoi commentarii de bello Gallico.
La Gallia non riacquistò mai più la sua identità celtica, né mai fu scossa da altre ribellioni nazionalistiche, e rimase fedele a Roma fino alla caduta dell'Impero romano d'Occidente e nel 476. Tuttavia, sebbene la Gallia fosse destinata a rimanere per sempre fedele, alcune crepe si andavano aprendo nella coesione politica delle figure dei governanti romani, in parte anche dovute alle preoccupazioni sulla fedeltà delle legioni di Cesare alla persona del loro comandante piuttosto che allo stato romano. Queste contraddizioni sarebbero presto venute a galla, quando condurranno Roma in una lunga e tormentata sequenza di guerre civili.

#### Il primo triumvirato, l'ascesa di Cesare, e la guerra civile (49–45 a.C.)
Nel 59 a.C., tra Cesare, Crasso, e Pompeo, era nata un'alleanza politica ufficiosa, e inizialmente segreta, conosciuta come Primo triumvirato, grazie alla quale i tre triumviri potevano spartirsi potere e influenza. Si trattò sempre di un'alleanza scomoda dato che Crasso e Pompeo si detestavano cordialmente l'uno l'altro. Nel 53 a.C., Crasso sferrò un attacco contro l'impero partico. Dopo alcuni successi iniziali, decise di inoltrarsi nel deserto siriano, così in profondità da ritrovarsi tagliato fuori e bersagliato in pieno territorio nemico: nel 53 a.C. il suo esercito, isolato e circondato, affrontò i Parti in uno scontro frontale ma finì massacrato nella battaglia di Carre la "più grande sconfitta di Roma dai tempi di Annibale", in cui lo stesso Crasso rimase ucciso. La partenza di Crasso per l'Oriente, e la sua successiva morte in battaglia, modificarono gli equilibri garantiti dal patto triumvirale e, di fatto, ne sancirono la fine, con i due rimanenti colleghi che iniziarono a muoversi autonomamente. Mentre Cesare combatteva contro Vercingetorige in Gallia, Pompeo portava a segno un'agenda legislativa che lo rivelava, nel migliore dei casi, come ambivalente nei confronti di Cesare e, forse, anche segretamente alleato con i suoi nemici politici. Nel 51 a.C., alcuni senatori romani chiesero che a Cesare fosse interdetto l'accesso al consolato finché non avesse restituito alla Repubblica il controllo delle sue legioni, mentre analoga richiesta per Pompeo fu formulata da altre fazioni. La rinuncia al suo esercito avrebbe significato per Cesare l'esporsi ai suoi nemici senza difese. Cesare, di fronte alla prospettiva di perdere il comando e dover fronteggiare un processo, scelse la guerra civile. Il triumvirato era ormai infranto e il conflitto, a questo punto, inevitabile.
Inizialmente, Pompeo rassicurò Roma e il Senato promettendo che avrebbe sconfitto Cesare in battaglia se solo egli avesse tentato di marciare su Roma. Ma invece, quando Cesare, all'inizio del 49 a.C., attraversò il Rubicone con le sue forze di invasione e dilagò nella penisola puntando su Roma, Pompeo ordinò di abbandonare la città. L'esercito di Cesare non era ancora al completo, con alcune legioni ancora in Gallia e con la sola tredicesima al seguito, ma d'altro canto lo stesso Pompeo poteva disporre, ai suoi ordini, di una piccola forza, sulla cui fedeltà non poteva essere certo visto che si trattava di gente che aveva combattuto in Gallia sotto Cesare. Tom Holland attribuisce la sollecitudine di Pompeo nell'abbandonare Roma ad ondate di rifugiati in preda al panico che agitavano paure ancestrali di invasioni dal nord. Le forze di Pompeo ripiegarono a sud verso Brundisium dove presero la via della Grecia. Per prima cosa, Cesare volse la sua attenzione alle roccaforti dei pompeiani in Iberia ma, dopo aver cinto d'assedio Marsiglia e aver combattuto la battaglia di Ilerda, decise di affrontare direttamente Pompeo in Grecia. Pompeo ottenne un primo successo nella battaglia di Dyrrhachium nel 48 a.C. ma, non diede seguito alla vittoria e fu definitivamente sconfitto da Cesare nella battaglia di Farsalo del 48 a.C. nonostante l'inferiorità delle forze di Cesare, in rapporto 1 a 2 con quelle dell'avversario. Pompeo fuggì ancora, questa volta in Egitto dove finirà ucciso in un tentativo di ingraziare al paese il favore di Cesare ed evitare una guerra con Roma.
La morte di Pompeo non determinò la fine delle guerre civili visto che molteplici erano ancora i nemici di Cesare e che i seguaci di Pompeo continuarono la lotta anche dopo la morte del loro capo fazione. Nel 46 a.C. Cesare perse probabilmente almeno un terzo del suo esercito nella battaglia di Ruspina, in cui fu battuto da Tito Labieno, già al suo fianco come luogotenente in Gallia, ma transitato, molti anni addietro, nelle file dei pompeiani. Tuttavia Cesare, dopo aver toccato nuovamente il fondo, seppe ancora una volta risollevarsi e sconfiggere i pompeiani di Metello Scipione nella battaglia di Thapsus, costringendoli a retrocedere nuovamente in Iberia. Cesare sconfisse poi in Iberia le forze combinate di Tito Labieno e Pompeo il Giovane nella battaglia di Munda: Labieno morì in battaglia mentre Pompeo il Giovane fu catturato e mandato a morte.
Nonostante il successo militare, o probabilmente proprio a causa di esso, era diffusa la paura che il potere Cesare, divenuta ormai la figura primaria dello stato romano, potesse evolvere in senso autocratico, decretando la fine della Repubblica romana. Questa paura spinse un gruppo di senatori, autoproclamatisi Liberatores, ad assassinarlo alle idi di marzo dell'anno 44 a.C.

#### Il secondo triumvirato, Ottaviano in Occidente, Antonio in Oriente, la guerra civile (44–31 a.C.)

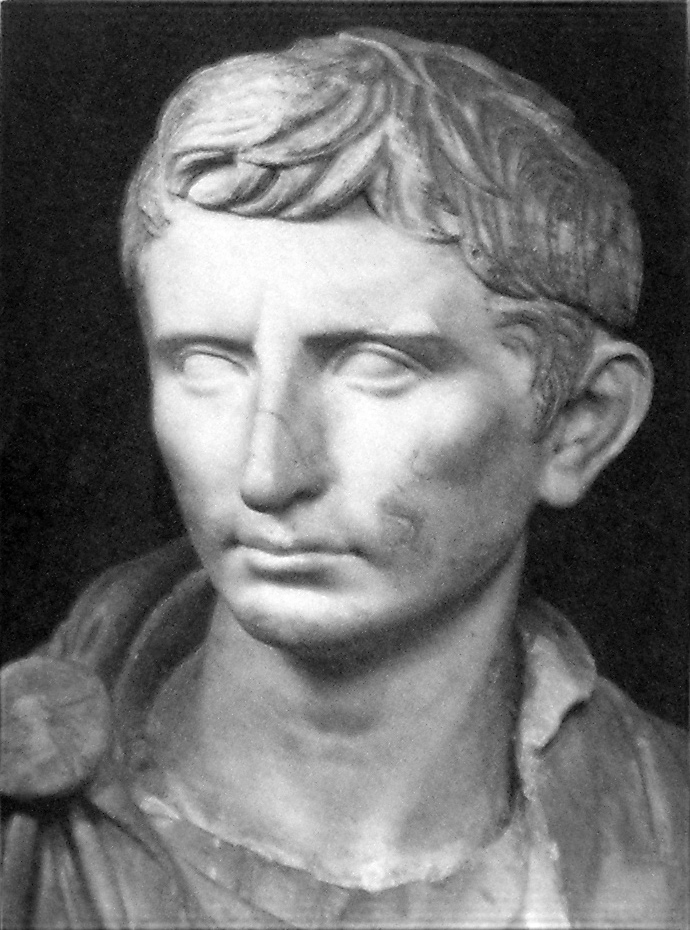
Ritratto di Ottaviano ai tempi della battaglia di Azio

Ne scaturirono ancora guerre civili tra quelli fedeli a Cesare e i seguaci dei Liberatores. Marco Antonio, sostenitore di Cesare, condannò i cesaricidi e tra le due fazioni esplose la guerra. Antonio fu denunciato come pubblico nemico, e Ottaviano, il futuro Augusto, ebbe l'incarico di condurre la lotta contro di lui. Nella battaglia di Forum Gallorum (l'odierna Castelfranco Emilia) Antonio, assediando il congiurato Decimo Bruto a Mutina (Modena), sconfisse le forze del console Pansa, che fu ucciso, ma Antonio fu poi immediatamente sconfitto dall'esercito dell'altro console, Irzio. Nella battaglia di Mutina, Antonio fu ancora una volta sconfitto da Irzio, che rimase però ucciso. Decimo Bruto, nonostante Antonio non fosse riuscito a prendere Mutina, morirà anch'egli, poco dopo, mentre faceva rotta sulla Macedonia, assassinato da un capo dei Galli fedele ad Antonio.
Ottaviano tradì il suo partito, scendendo a patti con i cesariani Antonio e Lepido: il 26 novembre del 43 a.C., loro tre diedero vita al Secondo triumvirato, questa volta in una forma ufficiale. Nel 42 a.C. i Triumviri Marco Antonio e Ottaviano (Lepido rimase a Roma) si misurarono contro i proscritti Bruto e Cassio, negli scontri della battaglia di Filippi, il cui esito non fu però netto: Bruto sconfisse infatti Ottaviano mentre Antonio riuscì a battere Cassio. Questi però, inconsapevole della vittoria di Bruto, decise di togliersi la vita. Poco tempo dopo, anche Bruto, sconfitto da Antonio, seguirà la stessa sorte del compagno, sfuggendo alla cattura.
Tuttavia, la guerra civile divampò ancora quando, non appena gli avversari furono eliminati, anche il Secondo triumvirato di Ottaviano, Antonio e Lepido venne meno. L'ambizioso Ottaviano si mise a costruire le basi del suo potere per poi lanciare una campagna contro Marco Antonio. Nel 40 a.C., mentre Antonio era con Cleopatra quando, forse a sua insaputa, la moglie Fulvia e il fratello Lucio Antonio, radunarono in Italia un esercito per combattere contro Ottaviano, ma furono sconfitti nella battaglia di Perugia. La morte di lei, avvenuta quello stesso anno a Sicione, portò ad una parziale riconciliazione tra Ottaviano e Antonio, che si occupò di Sesto Pompeo, ultimo centro di opposizione al secondo triumvirato: nella battaglia navale di Naulochus le forze di Sesto Pompeo furono annientate e il blocco navale da lui imposto presso lo Stretto di Sicilia fu spezzato.
Ancora una volta, annientata l'opposizione, il triumvirato cadde in pezzi. L'ultimo dell'anno del 33 a.C. il triumvirato era in scadenza, ma la legge che lo istituzionalizzava non fu rinnovata: nel 31 a.C. riprese la guerra. Nella battaglia di Azio, lungo le coste della Grecia, Ottaviano sconfisse definitivamente Antonio e Cleopatra in una battaglia navale in cui usò il fuoco per distruggere la flotta nemica.
Ottaviano divenne quindi imperatore con il nome di Augusto: in assenza di oppositori o usurpatori, fu in grado di imprimere una svolta decisiva alla storia di Roma, estendendo enormemente i confini dell'impero.